# Amir Rrahmani
Amir Kadri Rrahmani (Pristina, 24 febbraio 1994) è un calciatore kosovaro con cittadinanza albanese, difensore del Napoli e della nazionale kosovara, di cui è capitano e primatista di presenze.

## Caratteristiche tecniche
È un difensore centrale dal fisico possente, molto abile nel gioco aereo e in marcatura. Si distingue per la sua capacità in fase d'impostazione.

## Carriera

### Club

#### Gli inizi in patria, Verona
Inizia la sua carriera calcistica nel 2011 con il Drenica e vi gioca per ben due anni. Successivamente passa dapprima al Partizani Tirana, poi all'RNK Spalato e infine in prestito alla Lokomotiva Zagabria. Nel 2017 viene acquistato a titolo definitivo dalla Dinamo Zagabria per 1,6 milioni di euro.
Dal 1º luglio 2019 diventa ufficialmente un giocatore del Verona, esordendo in Serie A il 25 agosto seguente, nel match contro il Bologna (1-1). Dopo le buone prestazioni offerte nella prima parte di campionato, il 20 gennaio 2020 viene acquistato dal Napoli, che contestualmente lo lascia in prestito agli scaligeri fino al 30 giugno dello stesso anno. Conferma il proprio rendimento anche nella seconda parte di stagione, risultando essere il miglior giocatore per palloni recuperati in Serie A.

#### Napoli
Nell'estate del 2020 si aggrega alla rosa del Napoli, anche se, a causa della concorrenza degli altri difensori e dell'indisponibilità dovuta al COVID-19, fa il suo esordio ufficiale con i partenopei solo il 3 gennaio 2021, subentrando all'87' al posto di Kōstas Manōlas nella sfida vinta 1-4 contro il Cagliari. Durante la seconda parte di stagione, complici gli infortuni dei compagni di reparto, trova maggior spazio come titolare della retroguardia dei partenopei. Arriva anche a segnare la sua prima rete con i campani (oltre che in Serie A) nel pareggio per 1-1 contro il Verona, sua ex squadra, all'ultima giornata.
La stagione successiva, con Luciano Spalletti in panchina, Rrahmani viene promosso come titolare al posto del sopracitato Manōlas e al fianco di Kalidou Koulibaly. Il 20 settembre 2021 segna il secondo gol della vittoriosa trasferta contro l'Udinese (0-4). Si ripete il successivo 3 ottobre, segnando la rete del definitivo 1-2 a favore degli azzurri sul campo della Fiorentina. Conclude la sua seconda stagione coi partenopei con 4 gol segnati, uniti ad ottime prestazioni lungo tutto l'arco del campionato.
Nella stagione seguente si conferma come uno dei pilastri difensivi della rosa a disposizione di Spalletti. Il 4 maggio 2023, in virtù del pareggio per 1-1 del Napoli contro l'Udinese, si aggiudica lo scudetto, il terzo della storia per il club partenopeo. Diventa, inoltre, il primo calciatore kosovaro a laurearsi campione d'Italia.
Il successivo 2 settembre, in occasione della sconfitta casalinga contro la Lazio (1-2), valida per la terza giornata della Serie A 2023-2024, Rrahmani raggiunge quota 100 presenze con la maglia azzurra. Il 12 marzo 2024 realizza la sua prima rete nelle competizioni europee, in occasione della gara esterna contro il Barcellona, valevole per il ritorno degli ottavi di finale di Champions League e terminata 3-1 a favore dei blaugrana. Tuttavia la sua stagione, così come quella dei partenopei, che concludono il campionato al 10º posto, è negativa.
L'anno successivo, sotto la guida di Antonio Conte, torna a offrire un buon rendimento come titolare della retroguardia azzurra, diventando uno dei protagonisti della vittoria del quarto scudetto partenopeo, conquistato all'ultima giornata di campionato, in seguito al successo casalingo contro il Cagliari (2-0) del 23 maggio 2025; per il difensore kosovaro, autore di una rete in 39 presenze complessive, si tratta del secondo titolo vinto in maglia azzurra, a due anni di distanza dall'ultimo.

### Nazionale
Il 25 maggio 2014 fa il suo esordio con la nazionale kosovara nella partita amichevole contro il Senegal, terminata 3-1. Il 6 giugno dello stesso anno riceve, invece, la sua prima convocazione da parte della nazionale albanese per la partita amichevole contro San Marino, nella quale debutta subentrando all'82' ad Elseid Hysaj.
Il 30 agosto 2016, dopo il riconoscimento ufficiale della Federcalcio kosovara da parte di UEFA e FIFA, il commissario tecnico Albert Bunjaku lo convoca in vista della partita valida per le qualificazioni al Mondiale 2018 da disputare contro la Finlandia. A lui e a tutti gli altri giocatori con origini kosovare che avevano già militato in un'altra nazionale maggiore viene dato il via libera dalla FIFA per rappresentare ufficialmente il Kosovo. Il successivo 5 settembre viene così schierato titolare nella gara contro i finlandesi, terminata con il punteggio di 1-1. Nel 2019 diviene capitano della selezione kosovara.

## Statistiche

### Presenze e reti nei club
Statistiche aggiornate al 1º luglio 2025.
| Stagione                | Squadra                 | Campionato              | Campionato | Campionato | Coppe nazionali | Coppe nazionali | Coppe nazionali | Coppe continentali | Coppe continentali | Coppe continentali | Altre coppe | Altre coppe | Altre coppe | Totale | Totale |
| Stagione                | Squadra                 | Comp                    | Pres       | Reti       | Comp            | Pres            | Reti            | Comp               | Pres               | Reti               | Comp        | Pres        | Reti        | Pres   | Reti   |
| ----------------------- | ----------------------- | ----------------------- | ---------- | ---------- | --------------- | --------------- | --------------- | ------------------ | ------------------ | ------------------ | ----------- | ----------- | ----------- | ------ | ------ |
| 2010-2011               | Drenica                 | SL                      | 3          | 0          | CK              | 0               | 0               | -                  | -                  | -                  | -           | -           | -           | 3      | 0      |
| 2011-2012               | Drenica                 | SL                      | 17         | 0          | CK              | 0               | 0               | -                  | -                  | -                  | -           | -           | -           | 17     | 0      |
| 2012-2013               | Drenica                 | SL                      | 20         | 1          | CK              | 0               | 0               | -                  | -                  | -                  | -           | -           | -           | 20     | 1      |
| Totale Drenica          | Totale Drenica          | Totale Drenica          | 40         | 1          |                 | 0               | 0               |                    | -                  | -                  |             | -           | -           | 40     | 1      |
| 2013-2014               | Partizani Tirana        | KS                      | 25         | 0          | CA              | 4               | 0               | -                  | -                  | -                  | -           | -           | -           | 29     | 0      |
| 2014-2015               | Partizani Tirana        | KS                      | 34         | 3          | CA              | 3               | 0               | -                  | -                  | -                  | -           | -           | -           | 37     | 3      |
| Totale Partizani Tirana | Totale Partizani Tirana | Totale Partizani Tirana | 59         | 3          |                 | 7               | 0               |                    | -                  | -                  |             | -           | -           | 66     | 3      |
| 2015-2016               | RNK Spalato             | 1. HNL                  | 34         | 1          | CC              | 0               | 0               | -                  | -                  | -                  | -           | -           | -           | 34     | 1      |
| lug.-ago. 2016          | RNK Spalato             | 1. HNL                  | 7          | 0          | CC              | 0               | 0               | -                  | -                  | -                  | -           | -           | -           | 7      | 0      |
| Totale RNK Spalato      | Totale RNK Spalato      | Totale RNK Spalato      | 41         | 1          |                 | 0               | 0               |                    | -                  | -                  |             | -           | -           | 41     | 1      |
| ago. 2016-2017          | Lokomotiva Zagabria     | 1. HNL                  | 28         | 1          | CC              | 3               | 0               | UEL                | -                  | -                  | -           | -           | -           | 31     | 1      |
| 2017-2018               | Dinamo Zagabria         | 1. HNL                  | 25         | 1          | CC              | 4               | 0               | UEL                | 2                  | 0                  | -           | -           | -           | 31     | 1      |
| 2018-2019               | Dinamo Zagabria         | 1. HNL                  | 15         | 3          | CC              | 4               | 0               | UCL+UEL            | 0+7                | 0                  | -           | -           | -           | 26     | 3      |
| Totale Dinamo Zagabria  | Totale Dinamo Zagabria  | Totale Dinamo Zagabria  | 40         | 4          |                 | 8               | 0               |                    | 9                  | 0                  |             | -           | -           | 57     | 4      |
| 2019-2020               | Verona                  | A                       | 36         | 0          | CI              | 1               | 0               | -                  | -                  | -                  | -           | -           | -           | 37     | 0      |
| 2020-2021               | Napoli                  | A                       | 16         | 1          | CI              | 2               | 0               | UEL                | 2                  | 0                  | SI          | 0           | 0           | 20     | 1      |
| 2021-2022               | Napoli                  | A                       | 33         | 4          | CI              | 1               | 0               | UEL                | 7                  | 0                  | -           | -           | -           | 41     | 4      |
| 2022-2023               | Napoli                  | A                       | 29         | 2          | CI              | 0               | 0               | UCL                | 7                  | 0                  | -           | -           | -           | 36     | 2      |
| 2023-2024               | Napoli                  | A                       | 30         | 3          | CI              | 0               | 0               | UCL                | 7                  | 1                  | SI          | 2           | 0           | 39     | 4      |
| 2024-2025               | Napoli                  | A                       | 38         | 1          | CI              | 1               | 0               | -                  | -                  | -                  | -           | -           | -           | 39     | 1      |
| 2025-2026               | Napoli                  | A                       | -          | -          | CI              | -               | -               | UCL                | -                  | -                  | SI          | -           | -           | -      | -      |
| Totale Napoli           | Totale Napoli           | Totale Napoli           | 146        | 11         |                 | 4               | 0               |                    | 23                 | 1                  |             | 2           | 0           | 175    | 12     |
| Totale carriera         | Totale carriera         | Totale carriera         | 390        | 21         |                 | 23              | 0               |                    | 32                 | 1                  |             | 2           | 0           | 447    | 22     |

### Cronologia presenze e reti in nazionale

#### Kosovo
| Cronologia completa delle presenze e delle reti in nazionale ― Kosovo | Cronologia completa delle presenze e delle reti in nazionale ― Kosovo | Cronologia completa delle presenze e delle reti in nazionale ― Kosovo | Cronologia completa delle presenze e delle reti in nazionale ― Kosovo | Cronologia completa delle presenze e delle reti in nazionale ― Kosovo | Cronologia completa delle presenze e delle reti in nazionale ― Kosovo | Cronologia completa delle presenze e delle reti in nazionale ― Kosovo | Cronologia completa delle presenze e delle reti in nazionale ― Kosovo |
| Data                                                                  | Città                                                                 | In casa                                                               | Risultato                                                             | Ospiti                                                                | Competizione                                                          | Reti                                                                  | Note                                                                  |
| --------------------------------------------------------------------- | --------------------------------------------------------------------- | --------------------------------------------------------------------- | --------------------------------------------------------------------- | --------------------------------------------------------------------- | --------------------------------------------------------------------- | --------------------------------------------------------------------- | --------------------------------------------------------------------- |
| 5-9-2016                                                              | Turku                                                                 | Finlandia                                                             | 1 – 1                                                                 | Kosovo                                                                | Qual. Mondiali 2018                                                   | -                                                                     |                                                                       |
| 9-10-2016                                                             | Cracovia                                                              | Ucraina                                                               | 3 – 0                                                                 | Kosovo                                                                | Qual. Mondiali 2018                                                   | -                                                                     |                                                                       |
| 12-11-2016                                                            | Antalya                                                               | Turchia                                                               | 2 – 0                                                                 | Kosovo                                                                | Qual. Mondiali 2018                                                   | -                                                                     |                                                                       |
| 24-3-2017                                                             | Scutari                                                               | Kosovo                                                                | 1 – 2                                                                 | Islanda                                                               | Qual. Mondiali 2018                                                   | -                                                                     |                                                                       |
| 11-6-2017                                                             | Scutari                                                               | Kosovo                                                                | 1 – 4                                                                 | Turchia                                                               | Qual. Mondiali 2018                                                   | 1                                                                     | 21’                                                                   |
| 2-9-2017                                                              | Zagabria                                                              | Croazia                                                               | 1 – 0                                                                 | Kosovo                                                                | Qual. Mondiali 2018                                                   | -                                                                     |                                                                       |
| 5-9-2017                                                              | Scutari                                                               | Kosovo                                                                | 0 – 1                                                                 | Finlandia                                                             | Qual. Mondiali 2018                                                   | -                                                                     |                                                                       |
| 6-10-2017                                                             | Scutari                                                               | Kosovo                                                                | 0 – 2                                                                 | Ucraina                                                               | Qual. Mondiali 2018                                                   | -                                                                     |                                                                       |
| 9-10-2017                                                             | Reykjavík                                                             | Islanda                                                               | 2 – 0                                                                 | Kosovo                                                                | Qual. Mondiali 2018                                                   | -                                                                     |                                                                       |
| 13-11-2017                                                            | Kosovska Mitrovica                                                    | Kosovo                                                                | 4 – 3                                                                 | Lettonia                                                              | Amichevole                                                            | 1                                                                     | 82’                                                                   |
| 24-3-2018                                                             | Franconville                                                          | Kosovo                                                                | 1 – 0                                                                 | Madagascar                                                            | Amichevole                                                            | -                                                                     |                                                                       |
| 27-3-2018                                                             | Franconville                                                          | Kosovo                                                                | 2 – 0                                                                 | Burkina Faso                                                          | Amichevole                                                            | -                                                                     |                                                                       |
| 29-5-2018                                                             | Zurigo                                                                | Albania                                                               | 0 – 3                                                                 | Kosovo                                                                | Amichevole                                                            | -                                                                     |                                                                       |
| 8-9-2018                                                              | Baku                                                                  | Azerbaigian                                                           | 0 – 0                                                                 | Kosovo                                                                | UEFA Nations League 2018-2019 - 1º turno                              | -                                                                     |                                                                       |
| 10-9-2018                                                             | Pristina                                                              | Kosovo                                                                | 2 – 0                                                                 | Fær Øer                                                               | UEFA Nations League 2018-2019 - 1º turno                              | -                                                                     |                                                                       |
| 11-10-2018                                                            | Pristina                                                              | Kosovo                                                                | 3 – 1                                                                 | Malta                                                                 | UEFA Nations League 2018-2019 - 1º turno                              | -                                                                     |                                                                       |
| 14-10-2018                                                            | Tórshavn                                                              | Fær Øer                                                               | 1 – 1                                                                 | Kosovo                                                                | UEFA Nations League 2018-2019 - 1º turno                              | -                                                                     |                                                                       |
| 17-11-2018                                                            | Ta' Qali                                                              | Malta                                                                 | 0 – 5                                                                 | Kosovo                                                                | UEFA Nations League 2018-2019 - 1º turno                              | -                                                                     |                                                                       |
| 20-11-2018                                                            | Pristina                                                              | Kosovo                                                                | 4 – 0                                                                 | Azerbaigian                                                           | UEFA Nations League 2018-2019 - 1º turno                              | 1                                                                     |                                                                       |
| 21-3-2019                                                             | Pristina                                                              | Kosovo                                                                | 2 – 2                                                                 | Danimarca                                                             | Amichevole                                                            | 1                                                                     |                                                                       |
| 25-3-2019                                                             | Pristina                                                              | Kosovo                                                                | 1 – 1                                                                 | Bulgaria                                                              | Qual. Euro 2020                                                       | -                                                                     |                                                                       |
| 7-6-2019                                                              | Podgorica                                                             | Montenegro                                                            | 1 – 1                                                                 | Kosovo                                                                | Qual. Euro 2020                                                       | -                                                                     | cap. 82’                                                              |
| 10-6-2019                                                             | Sofia                                                                 | Bulgaria                                                              | 2 – 3                                                                 | Kosovo                                                                | Qual. Euro 2020                                                       | -                                                                     | cap.                                                                  |
| 7-9-2019                                                              | Pristina                                                              | Kosovo                                                                | 2 – 1                                                                 | Rep. Ceca                                                             | Qual. Euro 2020                                                       | -                                                                     | cap.                                                                  |
| 10-9-2019                                                             | Southampton                                                           | Inghilterra                                                           | 5 – 3                                                                 | Kosovo                                                                | Qual. Euro 2020                                                       | -                                                                     | cap.                                                                  |
| 14-10-2019                                                            | Pristina                                                              | Kosovo                                                                | 2 – 0                                                                 | Montenegro                                                            | Qual. Euro 2020                                                       | 1                                                                     | cap.                                                                  |
| 14-11-2019                                                            | Plzeň                                                                 | Rep. Ceca                                                             | 2 – 1                                                                 | Kosovo                                                                | Qual. Euro 2020                                                       | -                                                                     | cap.                                                                  |
| 17-11-2019                                                            | Pristina                                                              | Kosovo                                                                | 0 – 4                                                                 | Inghilterra                                                           | Qual. Euro 2020                                                       | -                                                                     | cap.                                                                  |
| 3-9-2020                                                              | Parma                                                                 | Moldavia                                                              | 1 – 1                                                                 | Kosovo                                                                | UEFA Nations League 2020-2021 - 1º turno                              | -                                                                     | cap.                                                                  |
| 6-9-2020                                                              | Pristina                                                              | Kosovo                                                                | 1 – 2                                                                 | Grecia                                                                | UEFA Nations League 2020-2021 - 1º turno                              | -                                                                     |                                                                       |
| 11-11-2020                                                            | Elbasan                                                               | Albania                                                               | 2 – 1                                                                 | Kosovo                                                                | Amichevole                                                            | -                                                                     | cap.                                                                  |
| 15-11-2020                                                            | Lubiana                                                               | Slovenia                                                              | 2 – 1                                                                 | Kosovo                                                                | UEFA Nations League 2020-2021 - 1º turno                              | -                                                                     | cap. 90+2’                                                            |
| 18-11-2020                                                            | Pristina                                                              | Kosovo                                                                | 1 – 0                                                                 | Moldavia                                                              | UEFA Nations League 2020-2021 - 1º turno                              | -                                                                     | 20’                                                                   |
| 1-6-2021                                                              | Pristina                                                              | Kosovo                                                                | 4 – 1                                                                 | San Marino                                                            | Amichevole                                                            | -                                                                     |                                                                       |
| 4-6-2021                                                              | Klagenfurt am Wörthersee                                              | Kosovo                                                                | 2 – 1                                                                 | Malta                                                                 | Amichevole                                                            | -                                                                     | cap.                                                                  |
| 2-9-2021                                                              | Batumi                                                                | Georgia                                                               | 0 – 1                                                                 | Kosovo                                                                | Qual. Mondiali 2022                                                   | -                                                                     | cap.                                                                  |
| 5-9-2021                                                              | Pristina                                                              | Kosovo                                                                | 1 – 1                                                                 | Grecia                                                                | Qual. Mondiali 2022                                                   | -                                                                     | cap.                                                                  |
| 8-9-2021                                                              | Pristina                                                              | Kosovo                                                                | 0 – 2                                                                 | Spagna                                                                | Qual. Mondiali 2022                                                   | -                                                                     | cap.                                                                  |
| 9-10-2021                                                             | Solna                                                                 | Svezia                                                                | 3 – 0                                                                 | Kosovo                                                                | Qual. Mondiali 2022                                                   | -                                                                     | cap.                                                                  |
| 12-10-2021                                                            | Pristina                                                              | Kosovo                                                                | 1 – 2                                                                 | Georgia                                                               | Qual. Mondiali 2022                                                   | -                                                                     | cap. 90+3’                                                            |
| 10-11-2021                                                            | Pristina                                                              | Kosovo                                                                | 0 – 2                                                                 | Giordania                                                             | Amichevole                                                            | -                                                                     | cap. 77’                                                              |
| 14-11-2021                                                            | Amarousio                                                             | Grecia                                                                | 1 – 1                                                                 | Kosovo                                                                | Qual. Mondiali 2022                                                   | 1                                                                     | cap.                                                                  |
| 29-3-2022                                                             | Zurigo                                                                | Svizzera                                                              | 1 – 1                                                                 | Kosovo                                                                | Amichevole                                                            | -                                                                     | cap. 90+3’                                                            |
| 2-6-2022                                                              | Larnaca                                                               | Cipro                                                                 | 0 – 2                                                                 | Kosovo                                                                | UEFA Nations League 2022-2023 - 1º turno                              | -                                                                     | cap.                                                                  |
| 5-6-2022                                                              | Pristina                                                              | Kosovo                                                                | 0 – 1                                                                 | Grecia                                                                | UEFA Nations League 2022-2023 - 1º turno                              | -                                                                     | cap.                                                                  |
| 9-6-2022                                                              | Pristina                                                              | Kosovo                                                                | 3 – 2                                                                 | Irlanda del Nord                                                      | UEFA Nations League 2022-2023 - 1º turno                              | -                                                                     | cap.                                                                  |
| 12-6-2022                                                             | Volo                                                                  | Grecia                                                                | 2 – 0                                                                 | Kosovo                                                                | UEFA Nations League 2022-2023 - 1º turno                              | -                                                                     | cap.                                                                  |
| 27-9-2022                                                             | Pristina                                                              | Kosovo                                                                | 5 – 1                                                                 | Cipro                                                                 | UEFA Nations League 2022-2023 - 1º turno                              | -                                                                     | cap. 64’                                                              |
| 19-11-2022                                                            | Pristina                                                              | Kosovo                                                                | 1 – 1                                                                 | Fær Øer                                                               | Amichevole                                                            | -                                                                     |                                                                       |
| 25-3-2023                                                             | Tel Aviv                                                              | Israele                                                               | 1 – 1                                                                 | Kosovo                                                                | Qual. Euro 2024                                                       | -                                                                     | cap.                                                                  |
| 28-3-2023                                                             | Pristina                                                              | Kosovo                                                                | 1 – 1                                                                 | Andorra                                                               | Qual. Euro 2024                                                       | -                                                                     | cap.                                                                  |
| 16-6-2023                                                             | Pristina                                                              | Kosovo                                                                | 0 – 0                                                                 | Romania                                                               | Qual. Euro 2024                                                       | -                                                                     | cap.                                                                  |
| 19-6-2023                                                             | Budapest                                                              | Bielorussia                                                           | 2 – 1                                                                 | Kosovo                                                                | Qual. Euro 2024                                                       | -                                                                     | cap.                                                                  |
| 9-9-2023                                                              | Pristina                                                              | Kosovo                                                                | 2 – 2                                                                 | Svizzera                                                              | Qual. Euro 2024                                                       | -                                                                     | cap. 59’                                                              |
| 12-9-2023                                                             | Bucarest                                                              | Romania                                                               | 2 – 0                                                                 | Kosovo                                                                | Qual. Euro 2024                                                       | -                                                                     | cap. 32’                                                              |
| 26-3-2024                                                             | Budapest                                                              | Ungheria                                                              | 2 – 0                                                                 | Kosovo                                                                | Amichevole                                                            | -                                                                     | cap. 73’                                                              |
| 5-6-2024                                                              | Oslo                                                                  | Norvegia                                                              | 3 – 0                                                                 | Kosovo                                                                | Amichevole                                                            | -                                                                     | cap.                                                                  |
| 6-9-2024                                                              | Pristina                                                              | Kosovo                                                                | 0 – 3                                                                 | Romania                                                               | UEFA Nations League 2024-2025 - 1º turno                              | -                                                                     | cap.                                                                  |
| 9-9-2024                                                              | Larnaca                                                               | Cipro                                                                 | 0 – 4                                                                 | Kosovo                                                                | UEFA Nations League 2024-2025 - 1º turno                              | -                                                                     | cap.                                                                  |
| 12-10-2024                                                            | Kaunas                                                                | Lituania                                                              | 1 – 2                                                                 | Kosovo                                                                | UEFA Nations League 2024-2025 - 1º turno                              | -                                                                     | cap.                                                                  |
| 15-10-2024                                                            | Pristina                                                              | Kosovo                                                                | 3 – 0                                                                 | Cipro                                                                 | UEFA Nations League 2024-2025 - 1º turno                              | 1                                                                     | cap. 77’                                                              |
| 15-11-2024                                                            | Bucarest                                                              | Romania                                                               | 3 – 0 tav                                                             | Kosovo                                                                | UEFA Nations League 2024-2025 - 1º turno                              | -                                                                     | cap. 90+3’                                                            |
| 20-3-2025                                                             | Pristina                                                              | Kosovo                                                                | 2 – 1                                                                 | Islanda                                                               | UEFA Nations League 2024-2025 - Play-off                              | -                                                                     | cap.                                                                  |
| 23-3-2025                                                             | Murcia                                                                | Islanda                                                               | 1 – 3                                                                 | Kosovo                                                                | UEFA Nations League 2024-2025 - Play-off                              | -                                                                     | cap.                                                                  |
| Totale                                                                |                                                                       | Presenze (1º posto)                                                   | 64                                                                    |                                                                       | Reti (4º posto)                                                       | 7                                                                     |                                                                       |

#### Albania
| Cronologia completa delle presenze e delle reti in nazionale ― Albania | Cronologia completa delle presenze e delle reti in nazionale ― Albania | Cronologia completa delle presenze e delle reti in nazionale ― Albania | Cronologia completa delle presenze e delle reti in nazionale ― Albania | Cronologia completa delle presenze e delle reti in nazionale ― Albania | Cronologia completa delle presenze e delle reti in nazionale ― Albania | Cronologia completa delle presenze e delle reti in nazionale ― Albania | Cronologia completa delle presenze e delle reti in nazionale ― Albania |
| Data                                                                   | Città                                                                  | In casa                                                                | Risultato                                                              | Ospiti                                                                 | Competizione                                                           | Reti                                                                   | Note                                                                   |
| ---------------------------------------------------------------------- | ---------------------------------------------------------------------- | ---------------------------------------------------------------------- | ---------------------------------------------------------------------- | ---------------------------------------------------------------------- | ---------------------------------------------------------------------- | ---------------------------------------------------------------------- | ---------------------------------------------------------------------- |
| 8-6-2014                                                               | Serravalle                                                             | San Marino                                                             | 0 – 3                                                                  | Albania                                                                | Amichevole                                                             | -                                                                      | 82’                                                                    |
| 13-11-2015                                                             | Pristina                                                               | Kosovo                                                                 | 2 – 2                                                                  | Albania                                                                | Amichevole                                                             | 1                                                                      | 84’                                                                    |
| Totale                                                                 |                                                                        | Presenze                                                               | 2                                                                      |                                                                        | Reti                                                                   | 1                                                                      |                                                                        |

#### Albania Under-21
| Cronologia completa delle presenze e delle reti in nazionale ― Albania under 21 | Cronologia completa delle presenze e delle reti in nazionale ― Albania under 21 | Cronologia completa delle presenze e delle reti in nazionale ― Albania under 21 | Cronologia completa delle presenze e delle reti in nazionale ― Albania under 21 | Cronologia completa delle presenze e delle reti in nazionale ― Albania under 21 | Cronologia completa delle presenze e delle reti in nazionale ― Albania under 21 | Cronologia completa delle presenze e delle reti in nazionale ― Albania under 21 | Cronologia completa delle presenze e delle reti in nazionale ― Albania under 21 |
| Data                                                                            | Città                                                                           | In casa                                                                         | Risultato                                                                       | Ospiti                                                                          | Competizione                                                                    | Reti                                                                            | Note                                                                            |
| ------------------------------------------------------------------------------- | ------------------------------------------------------------------------------- | ------------------------------------------------------------------------------- | ------------------------------------------------------------------------------- | ------------------------------------------------------------------------------- | ------------------------------------------------------------------------------- | ------------------------------------------------------------------------------- | ------------------------------------------------------------------------------- |
| 6-2-2013                                                                        | Laç                                                                             | Albania under 21                                                                | 0 – 0                                                                           | Macedonia under 21                                                              | Amichevole                                                                      | -                                                                               | 82’                                                                             |
| 14-8-2013                                                                       | Valona                                                                          | Albania under 21                                                                | 0 – 1                                                                           | Austria under 21                                                                | Qual. Europeo Under-21 2015                                                     | -                                                                               |                                                                                 |
| 9-9-2013                                                                        | Madrid                                                                          | Spagna under 21                                                                 | 4 – 0                                                                           | Albania under 21                                                                | Qual. Europeo Under-21 2015                                                     | -                                                                               | 46’                                                                             |
| 15-10-2013                                                                      | Elbasan                                                                         | Albania under 21                                                                | 0 – 1                                                                           | Bosnia ed Erzegovina under 21                                                   | Qual. Europeo Under-21 2015                                                     | -                                                                               | 37’                                                                             |
| 18-11-2013                                                                      | Elbasan                                                                         | Albania under 21                                                                | 0 – 2                                                                           | Spagna under 21                                                                 | Qual. Europeo Under-21 2015                                                     | -                                                                               | 79’                                                                             |
| 14-11-2014                                                                      | Emirati Arabi                                                                   | Albania under 21                                                                | 3 – 2                                                                           | Bahrein under 21                                                                | Torneo di Dubai                                                                 | 1                                                                               |                                                                                 |
| 16-11-2014                                                                      | Emirati Arabi                                                                   | Uzbekistan under 23                                                             | 1 – 0                                                                           | Albania under 21                                                                | Torneo di Dubai                                                                 | -                                                                               |                                                                                 |
| 18-11-2014                                                                      | Dubai                                                                           | Emirati Arabi Uniti under 20                                                    | 1 – 0                                                                           | Albania under 21                                                                | Torneo di Dubai                                                                 | -                                                                               |                                                                                 |
| 28-3-2015                                                                       | Vaduz                                                                           | Liechtenstein under 21                                                          | 0 – 2                                                                           | Albania under 21                                                                | Qual. Europeo Under-21 2017                                                     | -                                                                               | 61’                                                                             |
| 8-9-2015                                                                        | Tirana                                                                          | Albania under 21                                                                | 1 – 6                                                                           | Portogallo under 21                                                             | Qual. Europeo Under-21 2017                                                     | -                                                                               |                                                                                 |
| 24-3-2016                                                                       | Elbasan                                                                         | Albania under 21                                                                | 0 – 0                                                                           | Grecia under 21                                                                 | Qual. Europeo Under-21 2017                                                     | -                                                                               |                                                                                 |
| 28-3-2016                                                                       | Elbasan                                                                         | Albania under 21                                                                | 2 – 1                                                                           | Ungheria under 21                                                               | Qual. Europeo Under-21 2017                                                     | -                                                                               |                                                                                 |
| Totale                                                                          |                                                                                 | Presenze                                                                        | 12                                                                              |                                                                                 | Reti                                                                            | 1                                                                               |                                                                                 |

## Palmarès

### Club
- Campionato croato: 2

Dinamo Zagabria: 2017-2018, 2018-2019
- Coppa di Croazia: 1

Dinamo Zagabria: 2017-2018
- Campionato italiano: 2

Napoli: 2022-2023, 2024-2025

### Individuale
- Calciatore kosovaro dell'anno: 2

2021, 2023